# فرهنگسرای ابن‌سینا
فرهنگسرای ابن‌سینا در ناحیه ۷ شهرداری منطقه ۲ تهران و در محله شهرک غرب واقع شده‌است.
فرهنگسرای ابن سینا که در سال ۱۳۷۳ توسط شرکت توسعه فضاهای فرهنگی شهرداری تهران راه‌اندازی شده دارای یک سالن آمفی‌تئاتر (سینما) و نگارخانه با ظرفیت ۵۰–۶۰ اثر هنری است.

## امکانات
- آمفی تئاتر (سالن سینما) با ظرفیت ۱۹۵ نفر
- سالن سایه با ظرفیت ۵۰ نفر
- نگارخانه‌ها با ظرفیت کلی ۶۰

## پیشینه
از بهمن ماه سال ۱۳۷۹ نام این مرکز به «فرهنگسرای قانون» تغییر یافت اما در سال ۱۳۸۵ دوباره به فرهنگسرای ابن‌سینا تغییر نام پیدا کرد.

## فعالیت‌ها
فعالیت‌های فرهنگسرای ابن سینادر این دوره به دو بخش تقسیم می‌شد که بخش نخست آن در زمینه فعالیت‌های عمومی و منطقه‌ای شامل دوره‌های آموزشی فرهنگی هنری، مهارت‌های حرفه ای، اجرای نمایش کودک و بزرگسال، موسیقی، فیلم، برگزاری جشنواره‌های فرهنگی هنری، تشکیل کانون‌های داوطلب، برگزاری کنفرانس‌هاو همایش‌های مختلف، اجرای برنامه‌های مناسبتی مذهبی، علمی و فرهنگی، ویژه برنامه‌های فصلی، برگزاری نمایشگاه‌های هنری و فرهنگی بود.
در بخش دوم، فعالیت‌های فرهنگسرا شامل اقدامات فرا منطقه‌ای است که شامل پاسخگویی به نیاز شهروندان در خصوص مسایل حقوقی، برپایی کارگاه‌های آموزشی شهروندی، برگزاری همایش‌ها، میزگردهای تخصصی، چاپ نشریه، برگزاری مشاوره‌های حقوقی بود. این فرهنگسرا مجدداً در سال ۱۳۸۵ به فرهنگسرای ابن سینا تغییر نام داد و در هر دو بخش یاد شده در حال ارائه خدمات به شهروندان منطقه دو و شهر تهران است.
بخش کودک مهم‌ترین بخش این فرهنگسرا است. در حال حاضر روزانه سه نمایش کودک در سه نوبت در این فرهنگسرا به روی صحنه می‌رود. گروه‌های اجرای نمایش کودک در فرهنگسرای ابن سینا از بهترین گروه‌های تئاتر کودک کشور هستند. این نمایش‌ها پس از تأیید اداره کل هنرهای نمایشی و کارشناسان هنری فرهنگسرای ابن سینا در سالن آمفی تئاتر این فرهنگسرااجرا می‌شوند. در حال حاضر فرهنگسرای ابن سینا کانون تئاتر کودک در شهر تهران می‌باشد و هر روز استقبال از تاترهای کودک در این فرهنگسرا بیشتر می‌شود. این در حالی است که در دو سال گذشته بهای بلیت تئاتر در این فرهنگسرا افزایش پیدا نکرده‌است. تاترهای کودک همه روز در سه سانس ۱۶، ۱۷:۳۰ و ۱۹ به روی صحنه می‌رود. همچنین این تاترها صبح‌ها ویژه مدارس و مهدهای کودک با هماهنگی  قبلی اجرا می‌شوند.
برگزاری شب شعر کودک، برگزاری کارگاه‌های تخصصی ویژه کودکان و نوجوانان و کلاس‌های آموزشی  برای این گروه سنی از برنامه‌های دیگران فرهنگسرای ابن سینا می‌باشد.

## واحد آموزش
یکی از پرمخاطب‌ترین بخش‌های فرهنگسرای ابن سینا بخش آموزش این فرهنگسرا است. این بخش با هدف ارائه خدمات آموزشی به شهروندان محترم ایجاد شده و همه روزه به تعداد بسیار از شهروندان خدمت رسانی می‌کند.
در حال حاضر کلاس‌های چون هنرهای موسیقی، هنرهای خانگی و آشپزی، کلاس‌های کامپیوتر، دوره‌های آموزش زبان، دوره‌های ادبی، دوره‌های آموزش علوم قرآنی، هنرهای تجسمی، هنرهای صناعی و سنتی، آموزش مهارت‌های زندگی و آموزش عمومی کودک در این فرهنگسرا برگزار می‌شود.
برپایی کلاس‌ها در زمان‌های مختلف برای استفاده هر چه بیشتر شهروندان، به‌کارگیری اساتید مجرب، استفاده از لوازم کمک آموزشی، ارائه مدرک معتبر و فضایی امن، سالم و شاداب از ویژگی‌های کلاس‌های آموزشی این فرهنگسرا است.

## زیرمجموعه‌ها
مدیریت فرهنگی هنری منطقه دو دارای ۶ زیر مجموعه به شرح زیر است:

### خانه فرهنگ زنجان
خانه فرهنگ زنجان در خیابان آزادی، خیابان بهبودی، نرسیده به چهارراه نصرت، کوچه شهید حسین شکاری پلاک ۴ واقع شده‌است.
این مجموعه دارای چهار طبقه و به مساحت ۳۸۴ مترمربع است که در سال ۱۳۹۳ افتتاح شده‌است.
هدف از تأسیس این مرکز فرهنگی بهینه کردن و هدف بخشی به اوقات فراغت، تقویت برنامه‌های دینی در قالب فعالیت‌های فرهنگی و هنری، تغییر بینش‌های نادرست و تقویت بینش اسلامی و ایرانی و هویت بخشی می‌باشد.
برنامه‌های مختلف فرهنگی هنری، آموزش‌های علمی، هنری و شهروندی، پیش دبستانی، مهدکودک و خانه کودک از دیگران فعالیت‌های خانه فرهنگ زنجان است.

### خانه فرهنگ گیشا
خانه فرهنگ نصر در کوی گیشا (کوی نصر) خیابان چهارم، پلاک ۱۶ واقع شده‌است. این مرکز ۱۵۰ متر مربع است که در سال ۱۳۷۶ تأسیس شده‌است.
عمده فعالیت خانه فرهنگ نصر در زمینه فعالیت‌های عمومی و محله‌ای شامل دوره‌های مختلف آموزشی، فرهنگی و هنری کسب مهارت‌های حرفه‌ای، تورهای گردشگری و اردوهای بازدید از اماکن تاریخی و فرهنگی، تشکیل کانون‌های داوطلب، اجرای برنامه‌های مناسبتی اعم از مذهبی، علمی و فرهنگی، ویژه برنامه‌های تابستانی، برگزاری نمایشگاه‌های هنری و فرهنگی می‌باشد.
برنامه‌های مختلف فرهنگی هنری، آموزش‌های علمی، هنری و شهروندی، پیش دبستانی، مهدکودک و خانه کودک از دیگر فعالیت‌های خانه فرهنگ نصر است.

### کتابخانه مولانا
کتابخانه مولانا در شهرک قدس، بلوار شهید دادمان، کوی بهارستان، مجتمع تجاری سپهر طبقه واقع شده‌است. مساحت این کتابخانه ۳۸۵ متر مربع شامل سالن مطالعه، مخزن کتابخانه و کتب مرجع، بخش کودکان، نشریات، امانت و فضای اداری است.
کتابخانه مولانا با۲۹۰۰۰ جلد کتاب در حوزه فرهنگ کتاب و کتاب خوانی و برگزاری مسابقات کتاب خوانی فعالیت می‌کند.

### کتابخانه پرواز
کتابخانه پرواز واقع درسعادت آباد، بالاتر از چهارراه سرو، میدان بهرود، ضلع شمال غربی پارک پرواز می‌باشد. مساحت کتابخانه ۴۰۰ متر مربع است، بالغ بر ۱۲۰۰۰ جلد کتاب دارد و در حوزه فرهنگ کتاب و کتاب خوانی و برگزاری مسابقات کتاب خوانی فعالیت می‌کند.

### کتابخانه علامه طرشتی
کتابخانه علامه طرشتی ده واقع در خیابان آزادی، روبه روی خیابان استاد معین، خیابان شهید اکبری، بوستان شهدای طرشت می‌باشد. مساحت کتابخانه ۵۰۰ مترمربع است و در سال ۱۳۷۴ تأسیس شده‌است، بالغ بر ۱۷ هزار جلد کتاب دارد و از عمده فعالیت‌های این مرکز می‌توان به اجرای برنامه‌هایی در راستای اشاعه فرهنگ کتاب و کتابخوانی و اجرای برنامه‌های فرهنگی هنری مانند نشست‌های آموزشی، مسابقات کتابخوانی، اردو هاو بازدید از اماکن فرهنگی هنری و برنامه‌های ویژه فصل تابستان اشاره کرد.

### کتابخانه سعادت
کتابخانه سعادت واقع در سعادت آباد، بالاتر از میدان کاج، انتهای خیابان عبقری دوم، پارک شقایق واقع شده‌است. مساحت کتابخانه ۲۸۵ مترمربع است و در سال ۱۳۸۶ تأسیس گردیده‌است، بالغ بر ۱۴۰۰۰ جلد کتاب دارد و در حوزه فرهنگ کتاب و کتاب خوانی و برگزاری مسابقات کتاب خوانی فعالیت می‌کند.

## نشانی
تهران، شهرک قدس - فاز ۱ - خیابان ایران زمین شمالی - روبروی باغ خوردین